# 馬里昂 (麻薩諸塞州)
馬里昂（英語：Marion）是一個位於美國麻薩諸塞州普利茅斯縣的鎮。

## 人口
根據2020年美國人口普查的數據，馬里昂的面積為67.70平方千米，當中陸地面積為36.30平方千米，而水域面積為31.40平方千米。當地共有人口5347人，而人口密度為每平方千米79人。